# 董配永
董配永（1963年9月—），男，汉族，河北滦县人，归国华侨，中华人民共和国政治人物，中国致公党中央委员会委员，第十二届全国人民代表大会黑龙江地区代表。

## 生平
董配永毕业于北京现代管理学院市场营销专业。2013年，被选为全国人大代表。